# Endomondo
Endomondo var en motionsapp til sporing af ruter til f.eks. løb eller cykling kombineret med et websted, der blev drevet af firmaet af samme navn. Virksomheden blev købt af amerikanske Under Armor, app og hjemmeside blev derefter lukket.

## Produktet
Endomondo tillader sportsudøvere at følge deres sportsdata som puls, kalorieforbrænding og tid ved at bruge en smartphone med GPS eller Garmin-enhed. Dataene ligger på hjemmesiden, så de kan findes og ens ydelse kan derved overvåges over tid. App'en blev lanceret i 2008. I 2012 var der mere end 10 millioner brugere med over 250.000 træninger hver dag. I maj 2014 havde app'en over 23 millioner brugere og er blevet kaldt en af Danmarks største app-succeser.

## Firmaet
Firmaet blev grundlagt i Danmark i 2007 af Mette Lykke, Christian Birk og Jakob Nordenhof Jønck. I 2011 åbnes kontor i Silicon Valley, USA, omend virksomhedens udviklingsafdeling bliver i Danmark. I 2013 blev Endomondo listet som Red Herrings europæiske finalister for lovende nystartede virksomheder , og samme år forlod Christian Birk og Jakob Nordenhof Jønck virksomhedens daglige drift, men begge er dog stadig medejere. I januar 2015 blev appen solgt til det amerikanske Under Armour for 85 millioner dollar (omkring 557 millioner kroner), hvilket er omkring 22 kr. pr. bruger.

## Lukning
I november 2018 lukkede Under Armour deres kontor i København og i stedet blev appen drevet fra deres hovedkontor i Baltimore, USA. Firmaet meddelte i november 2020 at appen vil blive taget ud af drift ved udgangen af 2020, og alle personlige data efterfølgende slettet.